# Diga di Shinmiyagawa
La diga di Shinmiyagawa (新郷ダム?, Shinmiyagawa damu) è una diga nella prefettura di Fukushima, in Giappone, completata nel 2004.